# 北隍城乡
北隍城乡是中国山东省烟台市蓬莱区下辖的一个乡，位于山东省最北端的北隍城岛上，距烟台市区约110千米。陆地总面积2.61平方千米，海岸线全长10.32千米。总人口2236人（2006年底）。唐代，称作乌湖岛，宋代，称作乌呼岛。清代，始称北隍城、南隍城。

## 行政区划
北隍城乡下辖北隍山前村、山后村。

## 人口
2010年中国第六次人口普查时，北隍城乡共有人口1878人。共有家庭677户，平均每户2.53人。14岁以下的少年儿童共181人，占总人口9.637%；15-64岁人口共1412人，占总人口75.18%；65岁及以上的老年人共285人，占总人口的15.17%。男性共计995人，占总人口52.98%；女性共计883，占总人口47.01%。本地居住的人口中，拥有本地户籍的人口为1593人，占84.82%。
1. ↑  中国国务院人口普查办公室、中国国家统计局人口就业统计司等. . 统计年鉴分享平台: 表15 山东省乡、镇、街道人口. 2010  [2018-07-19]. （原始内容 (收费)存档于2018-07-19）.